# Nila Håkedal
Nila Ann Håkedal (Kristiansand, 13 giugno 1979) è una giocatrice di beach volley e pallavolista norvegese.
Ha vissuto fino all'età di 20 anni a Kristiansand. Cominciò a giocare a pallavolo per la Hånes VBK all'età di 13 anni.
Nell'autunno 1999, si trasferì ad Oslo ed iniziò a giocare per il Koll volleyball club e a studiare Lingue.
Cominciò a giocare a beach volley nell'estate del 1995. Fra il 1995 e il 2001, ha giocato in coppia con Lise Roald Hansen.
Dal 2002, gioca in coppia con Ingrid Tørlen, con cui ha partecipato ai Giochi olimpici di Atene 2004 classificandosi al 22º posto.